# Francisco de Almendras
Francisco de Almendras (Plasencia de la Extremadura castellana, Corona de España, ca. 1500–La Plata de Charcas, Virreinato del Perú, 16 de julio de 1545) era un militar y explorador español que participó de la conquista del Imperio inca y en las guerras civiles entre los conquistadores del Perú, y posteriormente, fue nombrado en el año 1540 como encomendero de Tarabuco y regidor perpetuo del Cabildo de La Plata de la Nueva Toledo, y desde 1544, como segundo teniente de gobernador de Charcas, la cual formaba parte de la fáctica gobernación del Perú.

## Biografía hasta el puesto de cabildante de La Plata

### Origen familiar y primeros años
Francisco de Almendras había nacido hacia 1500 en la localidad de Plasencia de la Extremadura castellana, que formaba parte de la Corona de España. Con respecto a sus orígenes familiares, probablemente provenía de una rama ilegítima o venida a menos de su linaje noble extremeño.
Tenía dos sobrinos, el capitán Diego de Almendras que se casó con su prima mestiza Inés de Aguiar Almendras pero que no le dio descendientes y fue encomendero por dos vidas de una mitad de Tarabuco desde 1545, y del general Martín de Almendras que fuera encomendero de la otra mitad en el mismo año, alcalde de primer voto de La Plata de la Nueva Toledo en 1554 y en 1561, además de gobernador nominal del Tucumán en 1565.

### Viaje a la Sudamérica española

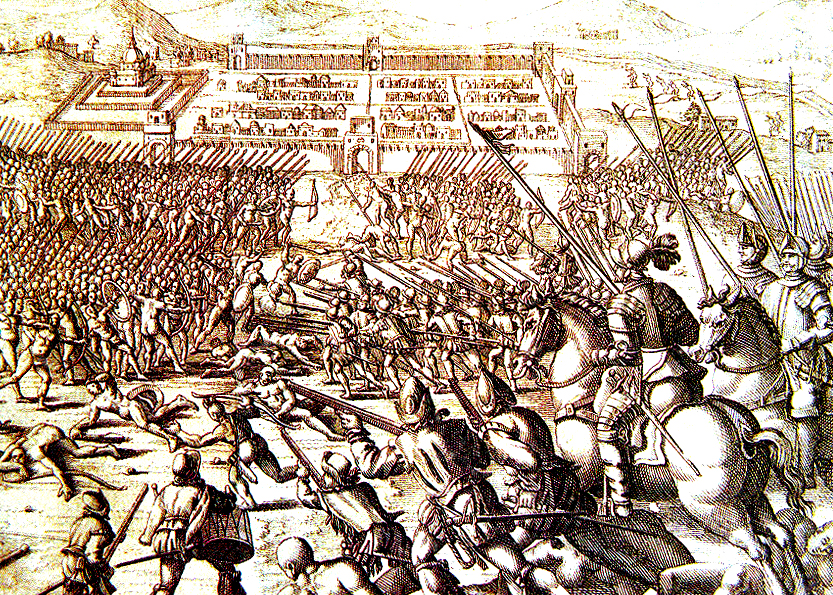
El sitio del Cuzco por el inca Manco Cápac II y su gente.

Al comenzar la conquista del Imperio inca en 1532, Francisco de Almendras partió desde la Extremadura castellana en 1534 con sus sobrinos Diego y Martín de Almendras, junto a Hernando Pizarro que había viajado a la península ibérica para entregar el Quinto del Rey al soberano Carlos I de España, portando los títulos de adelantado y gobernador de Nueva Toledo para Diego de Almagro, y el de marqués y de gobernador de Nueva Castilla para Francisco Pizarro, y así viajaron los cuatro, entre otros, con rumbo a la América española.
Después de atravesar el mar Caribe arribaron a la ciudad de Nombre de Dios y cruzaron por tierra el istmo para dirigirse a la ciudad de Panamá y zarpar desde aquí, y navegando por el océano Pacífico llegaron en el año 1535 al Perú, en el momento en que Francisco Pizarro pedía auxilios a las demás regiones coloniales centro y sudamericanas para reprimir la gran rebelión de Manco Cápac II, el segundo soberano inca vasayo del Imperio español, quien inició el sitio del Cuzco entre mayo de 1536 y marzo de 1537, ciudad defendida por 190 españoles, junto a miles de aborígenes auxiliares que estaban comandados por Juan, Hernando y Gonzalo Pizarro, entre los que se encontraba Francisco de Almendras y sus sobrinos.

### Regidor perpetuo del Cabildo de La Plata
Fundada la nueva ciudad de La Plata el 29 de septiembre de 1538 por Pedro Anzúrez de Camporredondo en la incipiente tenencia de gobierno de Charcas, fue encomendero de Tarabuco desde 1540, y en el mismo año fue designado como regidor perpetuo del Cabildo de La Plata de la Nueva Toledo, durante el mandato del presidente Cristóbal Vaca de Castro, primer gobernador del Virreinato del Perú.

## Teniente de gobernador de Charcas y deceso

### Nombramiento por el gobernador de facto del Perú
Gonzalo Pizarro entró al frente de 1200 soldados de manera triunfal el 28 de octubre de 1544 en la ciudad de Lima, autoproclamándose gobernador de facto, por lo cual en esa fecha nombró a Alonso de Toro como teniente de gobernador general del Cuzco, a Francisco de Almendras como mandatario de la tenencia de gobierno de Charcas, Pedro de Fuentes en la de Arequipa, Hernando de Alvarado en la de Trujillo, Jerónimo de Villegas en la de Piura, Gonzalo Díaz de Pineda en la tenencia de gobierno de Quito y Lope de Ayala en la de Portoviejo. Los oidores de la Real Audiencia de Lima lo confirmaron gobernador del Perú el 21 de noviembre del mismo año.
La rebelión contra la Corona española ya era un hecho y trataron de convencerle para independizarse y autoproclamarse soberano del Perú, pero hizo caso omiso a ello, pues esperaba el reconocimiento del rey de España como gobernador por su condición de ser hermano de Francisco Pizarro. Mientras tanto en Charcas Francisco de Almendras gobernaba con extrema fidelidad a la causa gonzalista, llegando a ejecutar a enemigos políticos y a despojar de encomiendas a sus legítimos beneficiarios para entregárselas a simpatizantes de Gonzalo Pizarro.
Al llegar la noticia a España, el emperador Carlos V nombró al sacerdote Pedro de la Gasca como presidente de la Real Audiencia de Lima y con poderes extraordinarios como «Pacificador del Perú», por lo cual partió hacia la  América española, portando solo su Biblia, una serie de reales cédulas en blanco para recompensar o castigar según lo que determine él mismo y el real decreto del 20 de octubre de 1545, por el que se suprimía en las Leyes Nuevas el capítulo 30 que había prohibido la encomienda hereditaria, con el fin de convencer a los encomenderos, para que de esta manera se pasaran de bando a cambio del perdón real.

### Fallecimiento por ejecución
En la tenencia de gobierno de Charcas el capitán realista Diego Centeno, como si fuera un hijo en el afecto para Almendras, al enterarse de la rebelión contra el virrey Blasco Núñez Vela, se levantó en armas contra los gonzalistas en La Plata y reagrupó fuerzas en un intento de restablecer la autoridad real.
Por aquello hizo pagar esa lealtad al teniente de gobernador Francisco de Almendras con su propia vida, ordenando su ejecución encabezando a prominentes vecinos de La Plata, e instantes previos a ser decapitado el 16 de julio de 1545, Almendras pidió clemencia en virtud de ser padre de doce hijos, aunque nunca se había casado, sin embargo a todos había reconocido. Finalmente el entonces teniente de gobernador general Francisco de Carvajal, logró poner a Centeno en fuga sin entablar batalla alguna.

## Concubinato y descendencia
El general Francisco de Almendras nunca se casó, sin embargo fue padre de doce hijos, siendo todos reconocidos, aunque solo diez fueron documentados:
- 1) - Con la aborigen Francisca[11] tuvo por lo menos una hija:

- Inés de Aguiar Almendras (f. La Plata, 1593) que se casó con su primo Diego de Almendras (Plasencia, ca. 1515-Parinacochas, 17 de junio de 1554), la cual aportó como dote 5.000 pesos duros o bien 40.000 reales pero de este enlace no hubo sucesores. Diego en campaña fue herido de gravedad en el mes de mayo de 1554 por un esclavo fugado, y al enviudar, Inés pasó a ser heredera de la encomienda por dos vidas de la mitad de Tarabuco.

- 2) - Con la aborigen Ana Palla[12] (n. Cuzco)[12] tuvo al menos una hija:

- Cecilia de Aguiar Almendras que se casó con Martín de Tortoles y Villalva (n. Plasencia, 1515 - f. 1554), encomendero nominal de Titiconte, y concibieron a Inés de Villalva y Almendras que se unió en matrimonio con su primo segundo Martín de Almendras Holguín (ca. 1557-después de 1618), heredero en segunda vida de la otra mitad de la encomienda de Tarabuco, fue regidor del Cabildo de La Plata de la Nueva Toledo en 1582, teniente de corregidor de Potosí en 1589 y luego corregidor del mismo en 1590, posteriormente actuó como alcalde ordinario de La Plata de la Nueva Toledo en 1606 y finalmente fue nombrado como gobernador de la provincia de Santa Cruz de la Sierra en 1613 hasta 1617.